# Паулиньо да Виола
Паулиньо да Виола (на португалски: Paulinho da Viola) е бразилски певец, мултиинструменталист, композитор и музикален продуцент.

## Биография
Роден е на 12 ноември 1942 г. в Рио де Жанейро. Баща му е китаристът Сезар Фария, заради когото в ранна възраст опознава света на музиката. Макар баща му всъщност да иска той да стане лекар, истинското си призвание Паулиньо намира в музиката.
През 1964 г. е поканен да участва в мюзикъла „Златна роза“ (Rosa de Ouro). Малко след 23-тата си годишнина започва да си партнира с известни изпълнители, а успехът от участието му в шоуто води до появата на първия му миниалбум.
Оттогава записва средно по един албум на година, като едни от най-известните му песни са Timoneiro, Coração Leviano, Foi Um Rio Que Passou Em Minha Vida и други.
Певецът има седем деца – едно от връзката си с танцьорката Алсинея Перейра, две от брака си с Иса Дантас и четири от брака си с Лила Рабело.